# Stigsnæs Industripark
Stigsnæs Industripark er et industriområde der ligger på Stigsnæs i Sydvestsjælland syd for Skælskør. 
Industriområdet indeholder virksomhederne Carbogrit der laver glassandblæsningsproduktet, Stigsnæs Vandindvinding I/S der laver vandindvinding, og forsyner industriområdet på Stigsnæs med grundvand, RGS 90 renser vand og forurenet jord, og Vandrens der renser spildevand.
Vest for Industriparken ligger kraftværket Stigsnæsværket, Stigsnæsværkets Havn samt Stigsnæs Gulfhavn Olie Terminal og resterne af det tidligere olieraffinaderi på Stigsnæs.